# Stay (Sash!-låt)
"Stay" är en låt inspelad av det tyska producentkollektivet Sash! i samarbete med den amerikanska sångerskan La Trec (Frankie McCoy). Låten gavs ut som den fjärde och sista singeln från Sash!:s debutalbum It's My Life i september 1997. Den skrevs av Sash!-medlemmarna Thomas Alisson, Ralf Kappmeier och Sascha Lappessen, med ytterligare text av La Trec. Inspelningen ägde rum vid Peak Top Studios i Düsseldorf med Sash! och Tokapi som producenter.
Singeln nådde topp-10-placeringar i sex länder, däribland andra plats i Storbritannien och tredje plats i Norge och Belgien (Flandern). Den toppade även Billboard-listan Dance Music/Club Play Singles i USA.
Musikvideon regisserades av Oliver Sommer (AVA Studios, Berlin).

## Låtlista
CD-singel
1. "Stay" (Original Single Edit) – 3:29
2. "Stay" (2 Phunky People Single Edit) – 3:48

Maxisingel
1. "Stay" (Single Edit) – 3:29
2. "Stay" (Original 12")	– 5:54
3. "Stay" (Exit-Eee Rmx)	– 5:53
4. "Stay" (Magnificent 4 Rmx) –	6:01
5. "Stay" (2 Phunky People Rmx) – 5:54

## Medverkande
- Fotografi – Fotex, Rainer Drechsler, Stock
- Mastering – J. Quincy Kramer
- Omslag – Kowalkowski
- Producenter – Sash!, Tokapi
- Sång – La Trec

Information från Discogs.

## Listplaceringar
| Lista (1997–98)                               | Högsta position |
| --------------------------------------------- | --------------- |
| Australien (ARIA Charts)                      | 24              |
| Belgien (Ultratip Flandern)                   | 3               |
| Belgien (Ultratip Vallonien)                  | 4               |
| Finland (Finlands officiella lista)           | 6               |
| Frankrike (SNEP)                              | 23              |
| Irland (IRMA)                                 | 6               |
| Nederländerna (Single Top 100)                | 9               |
| Norge (VG-lista)                              | 3               |
| Nya Zeeland (Recorded Music NZ)               | 12              |
| Schweiz (Schweizer Hitparade)                 | 19              |
| Sverige (Sverigetopplistan)                   | 12              |
| Storbritannien (UK Singles Chart)             | 2               |
| Tyskland (Media Control Charts)               | 12              |
| USA Dance Music/Club Play Singles (Billboard) | 1               |
| Österrike (Ö3 Austria Top 40)                 | 39              |